# 中华卷瓣兰
中华卷瓣兰（学名：Bulbophyllum chinense）为兰科石豆兰属下的一个种。